# Mark Latham

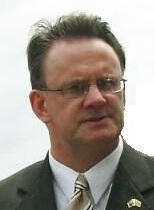

Mark William Latham (28 de fevereiro de 1961) é um ex-político australiano, foi o líder da Comissão Parlamentar Federal Partido Trabalhista Australiano e líder da oposição de dezembro de 2003 a janeiro de 2005.